# Косфельд (район)
Косфельд (нім. Kreis Coesfeld) — район у Німеччині, в складі округу Мюнстер землі Північний Рейн-Вестфалія. Адміністративний центр — місто Косфельд.

## Населення
Населення району становить 220 712 осіб (станом на 31 грудня 2020 року).

## Адміністративний поділ
Район поділяється на 6 комун (нім. Gemeinden) та 5 міст (нім. Städte):
| Міста (населення) | Комуни (населення) |
| --- | --- |
| 1. Біллербек (11 538 ос.) 2. Косфельд (36 182 ос.) 3. Дюльмен (46 706 ос.) 4. Людінггаузен (24 810 ос.) 5. Ольфен (13 014 ос.) | 1. Ашеберг (15 580 ос.) 2. Гафіксбек (11 961 ос.) 3. Нордкірхен (10 117 ос.) 4. Ноттульн (19 636 ос.) 5. Розендаль (10 810 ос.) 6. Зенден (20 358 ос.) |

Дані про населення наведені станом на 31 грудня 2020.